# 德西玛·诺曼
德西玛·诺曼（英語：Decima Norman，1909年9月9日—1983年8月29日），澳大利亚女子田径运动员，主攻短跑。她曾代表澳大利亚参加1938年大英帝国运动会田径比赛，获得五枚金牌。